# ETB HD
ETB HD fue el primer canal en alta definición de Euskal Telebista (ETB), la televisión pública del País Vasco en España.
La implementación de la televisión de alta definición, conocida por las siglas en inglés "HD", se desarrolla en Euskal Telebista con la modificación de una unidad móvil dotándola de equipamiento de alta definición; esta unidad móvil se inauguró en noviembre de 2011. Casi en paralelo se realizaron los trabajos de adecuación del área de control central y la instalación de un nuevo canal de continuidad para realizar las emisiones en alta definición.
La difusión del canal de HD mantuvo de base la emisión de ETB1 complementándola con todo aquel programa que se dispuso en alta definición en ETB2.
El canal empezó sus transmisiones en pruebas en el dial 00 de Euskaltel el 7 de abril de 2014 con la Euskal Herriko Itzulia y las finalizó el 15 de enero de 2017, una vez comenzadas las emisiones en alta definición de ETB1 y ETB2 el 21 de diciembre de 2016.